# 52246 Donaldjohanson
52246 Donaldjohanson è un asteroide della fascia principale. Scoperto nel 1981, presenta un'orbita caratterizzata da un semiasse maggiore pari a 2,3829437 au e da un'eccentricità di 0,1872677, inclinata di 4,42369° rispetto all'eclittica.
L'asteroide è dedicato al paleoantropologo americano Donald Johanson che partecipò alla scoperta del fossile di Lucy.

## Missione Lucy
L'asteroide è uno degli otto che la missione spaziale Lucy partita nel 2021 sorvolerà per studiarne la geologia di superficie, albedo, la forma, la distribuzione spaziale dei crateri ed altri parametri, oltre alla composizione dei materiali di superficie e la composizione del sottosuolo. 52246 Donaldjohanson sarà il primo della serie ad essere raggiunto.